# Jahndiket
Jahndiket (finska: Jaaninoja) är en cirka åtta kilometer lång å som flyter i östra Åbo i det finländska landskapet Egentliga Finland.
Dikets källor finns i Skansens grundvattenområde och i myrarna vid Kråkkärret. Underjordiska vattenledningarna möts vid Lauste och kommer upp till markytan nära Renparkens plan. Ån rinner genom Biodalens moderna byggnader och fortsätter en åtta kilometer lång sträcka genom åkrar och förorter, och mynnar ut i Aura å vid Kurala bybacke. Jahndikets bredd varierar från några meter till 5–6 meter vid översvämningstider, och under torra somrar kan ån nästan torka ut.

## Restaurering

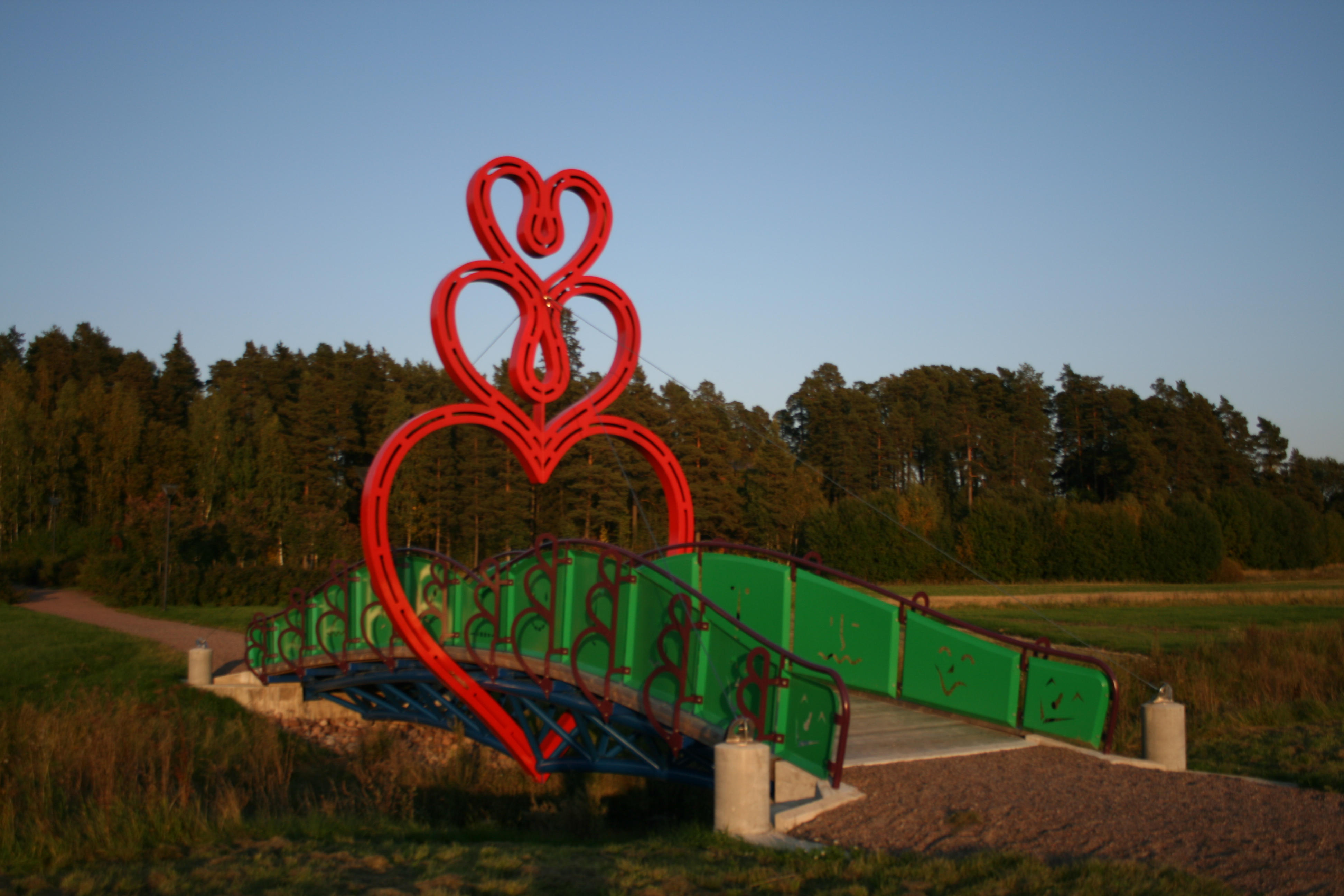
Bron, designats av Jan-Erik Andersson, över Jahndiket.

Jahndiket har restaurerats på 2000-talet genom EU-finansierade projekt Levande Jahndiket och Oas-projekten. Även lokala invånare har deltagit i frivilliga arbeten. Ungefär en fjärdedel av åns längd – sträckorna i Biodalen, Svalberga och Kurala – har restaurerats. Flodbankarna har jämnats ut, och strömfåran har fått fors-liknande delar, stilla vattenytor, djupare områden, bottenfördämningar och dammar. Dessutom har växter planterats längs dess stränder, och vid Biodalen har omfattande parkplanteringar genomförts där totalt 4 000 våtmarksväxter och träd planterades.
I Biodalen byggdes också två konstbroar designade av Jan-Erik Andersson. Laxöringsungar och flodkräftor har planterats i ån. Naturligt förekommande arter i ån inkluderar gädda, abborre och mört. Eftersom en av åns flöden kommer från grundvattenområdet, är vattnet tillräckligt kallt och bra för laxfiskar. Ån korsas också av en tjärdoftande traditionsbro vid Hyllkullestigen, intill stadsdelen Kohmo.